# Fasa (Verwaltungsbezirk)
Fasa (persisch شهرستان فسا) ist ein Verwaltungsbezirk (šahrestān) mit einer Größe von 3820 km² in der iranischen Provinz Fars. Das Verwaltungszentrum befindet sich in der gleichnamigen Stadt Fasa. Weitere größere Städte sind Šešdeh und Zāhedšahr. Der Verwaltungsbezirk grenzt im Norden an die Kreise Eṣṭahbān/Estahbān und Schiraz, im Osten an Eṣṭahbān und Dārāb, im Süden an Dārāb und Dschahrom und im Westen an Dschahrom und Schiraz.
Weniger als die Hälfte der Fläche des Verwaltungsbezirkes gilt als Flachland, größere Berge sind der Ḵarmā/an mit 3185 m im Norden, der Pānaʿl (2790 m), Gač und Dehū im Westen und Naṣīrābād (2066 m) im Südwesten.